# اچ‌ام‌اس سلکیرک (جی۱۸)
اچ‌ام‌اس سلکیرک (جی۱۸) (به انگلیسی: HMS Selkirk (J18)) یک کشتی بود که طول آن ۲۳۱ فوت (۷۰ متر) بود. این کشتی در سال ۱۹۱۸ ساخته شد.